# 極魔界村
《極魔界村》是卡普空製作的PlayStation Portable動作遊戲，於2006年8月3日在日本推出。後於2007年8月2日推出擴張版《極魔界村 改》。

## 武器
- 長矛
- 大矛
- 短劍
- 鐮刀迴力標
- 燕歸刃
- 火炎瓶
- 火藥彈
- 荊棘鞭
- 電擊鞭
- 火炎十字弓
- 散彈十字弓
- 電擊十字弓